# オオタチツボスミレ
オオタチツボスミレ（大立坪菫、学名：Viola kusanoana）はスミレ科スミレ属の多年草。花は伸長した茎の葉腋にのみつき、根出葉の葉腋からは出ない。

## 特徴
有茎の種。地下茎は横に走り、肥厚して硬く、木質化する。高さは15-25cmになる。根出葉には長い葉柄がある。茎は数本が叢生し、果時の高さは40cmにもなり、ときに越冬することがある。茎葉は短い葉柄をもって互生し、葉身は長さ3-5cm、円心形で、先端は鋭頭から鋭突頭、基部は心形、縁には波状の鋸歯がある。両面とも鮮緑色で、表面は葉脈に沿ってへこみ、葉質はやわらかく、縁は波打つ。花後、夏期の茎葉は大型になり、長さ6cmになる。托葉は披針形で、くしの歯状に浅裂する。
花期は4-6月。茎葉の腋から長い花柄を伸ばし、花を横向きにつける。花の径は約2cm、ふつう淡紫色から淡赤紫色をしているが変異が多い。花弁は長さ15-18mm、唇弁には濃紫色のすじが入り、側弁の基部は無毛。唇弁の距は太く長く、長さ6-8mmになり、白色でわずかに内曲する。萼片は披針形で、先端は鋭突頭。雄蕊は5個あり、花柱は筒形になり、上部が先に向かって次第に太くなり、無毛。染色体数は2n=20。

## 分布と生育環境
日本では、南千島、北海道、本州、四国、九州に分布し、山地の夏緑樹林内の湿り気のある明るい林床、林縁、草地に生育する。日本海側地域に多い。世界では、韓国の鬱陵島、千島列島、サハリンに分布する。

## 名前の由来
和名のオオタチツボスミレは「大立坪菫」の意で、タチツボスミレ（立坪菫） V. grypoceras に似るが、全体に大型であることによる。
種小名（種形容語）kusanoana は、植物病理学者で菌類学者の草野俊助 (1874-1962) への献名である。

## ギャラリー

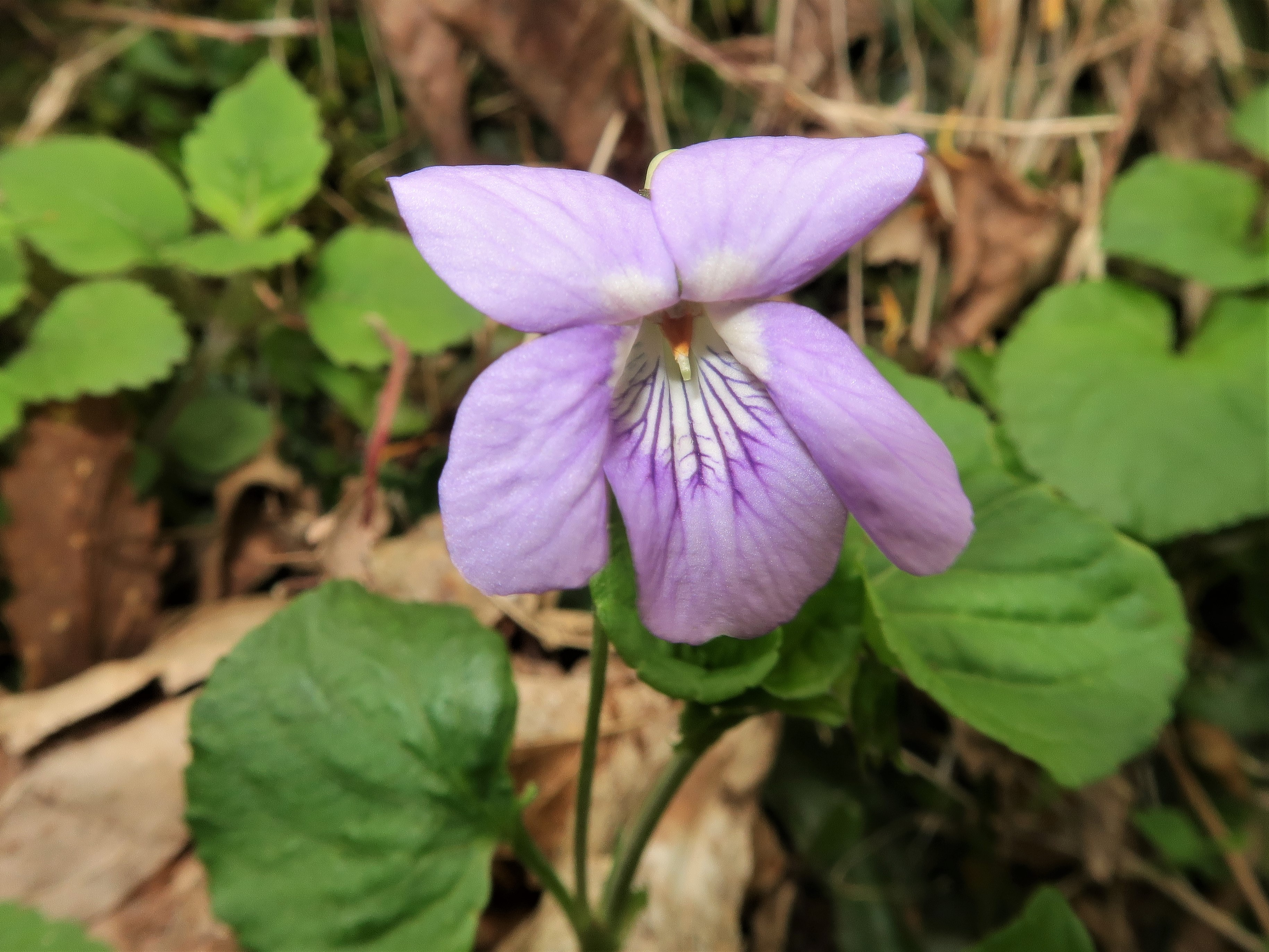
花はふつう淡紫色から淡赤紫色であるが変異が多い。唇弁には濃紫色のすじが入り、側弁の基部に毛はない。
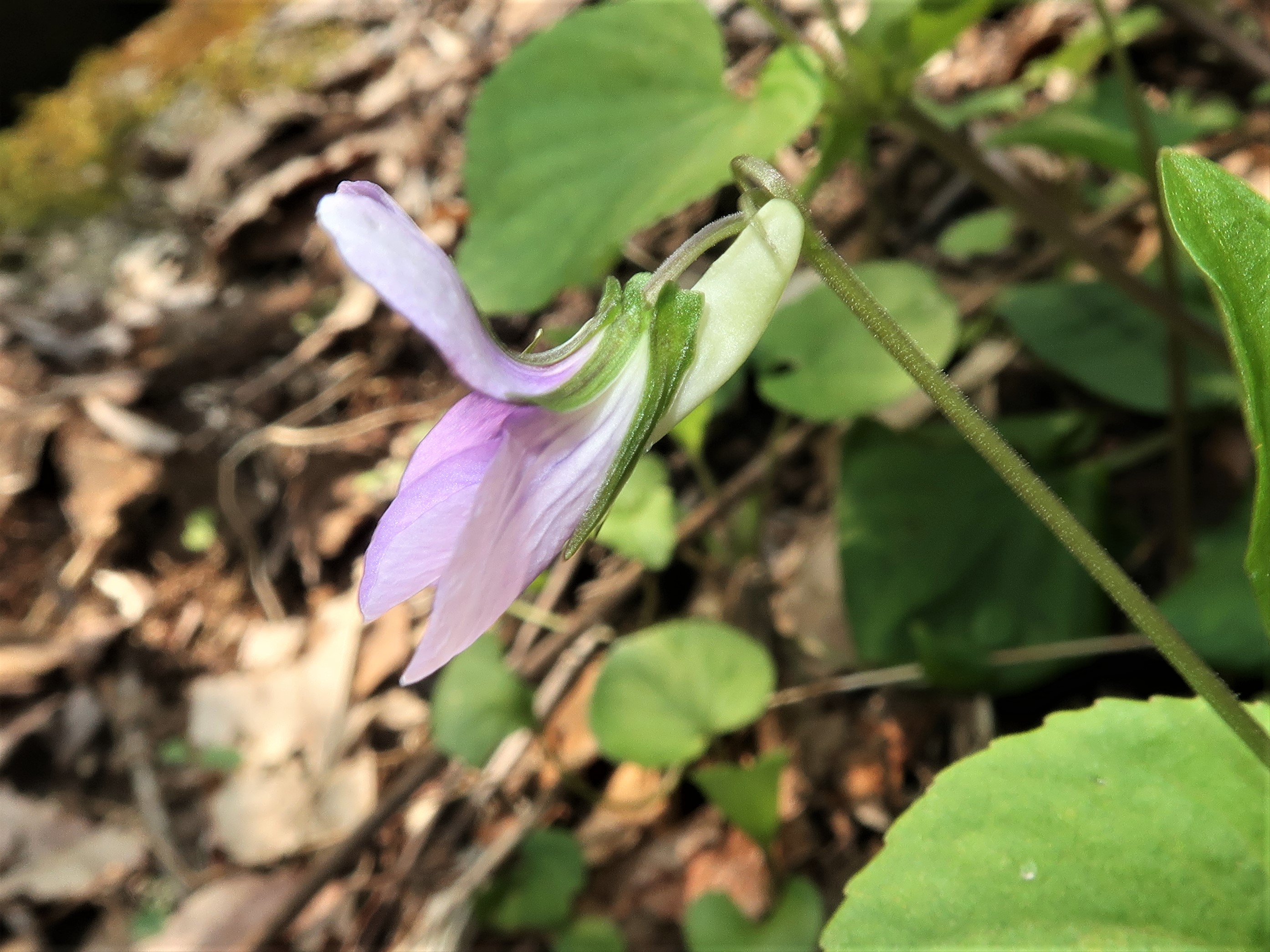
唇弁の距は太く長く、白色でわずかに内曲する。萼片は披針形で、先端は鋭突頭になる。よく似るタチツボスミレは距が紫色になる。
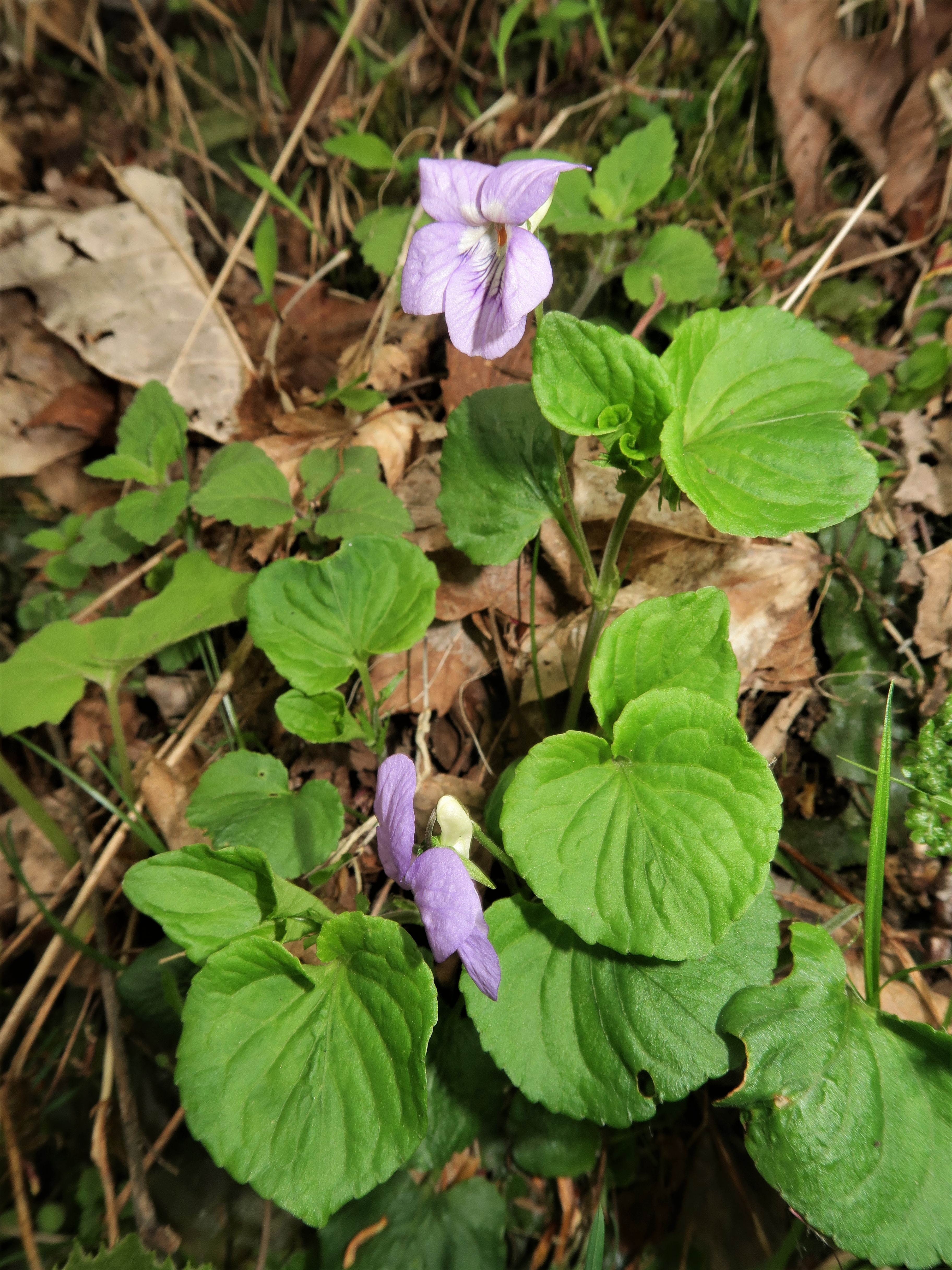
茎葉は円心形で、基部は心形、縁には波状の鋸歯がある。
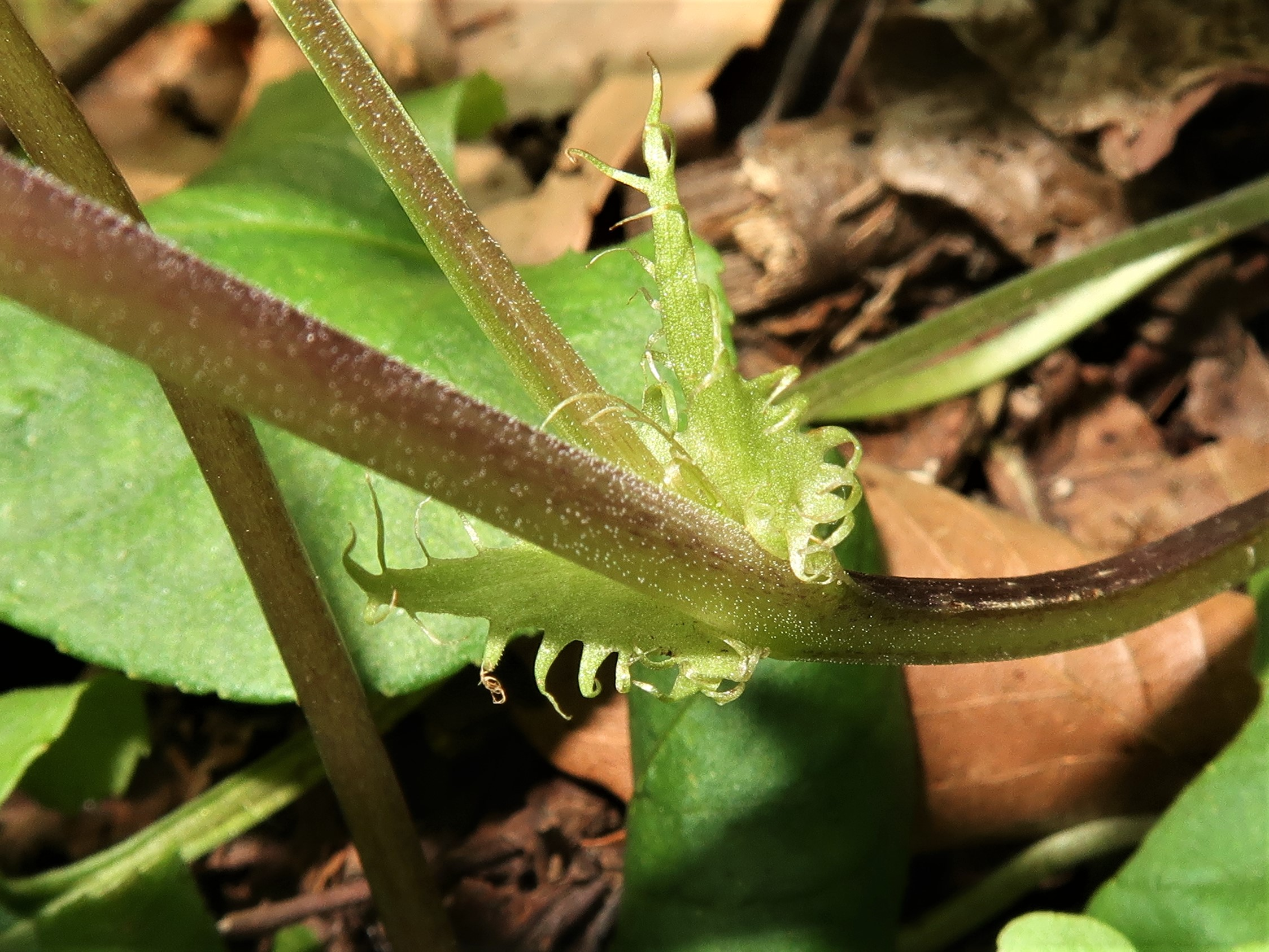
托葉は披針形で、くしの歯状に浅裂する。

## 下位分類
- シロバナオオタチツボスミレ Viola kusanoana Makino f. alba Masam.[8] - 白花品種[5]。
- ヒダカタチツボスミレ Viola kusanoana Makino f. brevicalcarata (H.Hara) F.Maek.[9] - 唇弁の距が2-3mmと短い品種[6]。
- ケオオタチツボスミレ Viola kusanoana Makino f. pubescens (Nakai) M.Mizush.[10]
- モモイロオオタチツボスミレ Viola kusanoana Makino f. rosea Nagas., nom. nud.[11]

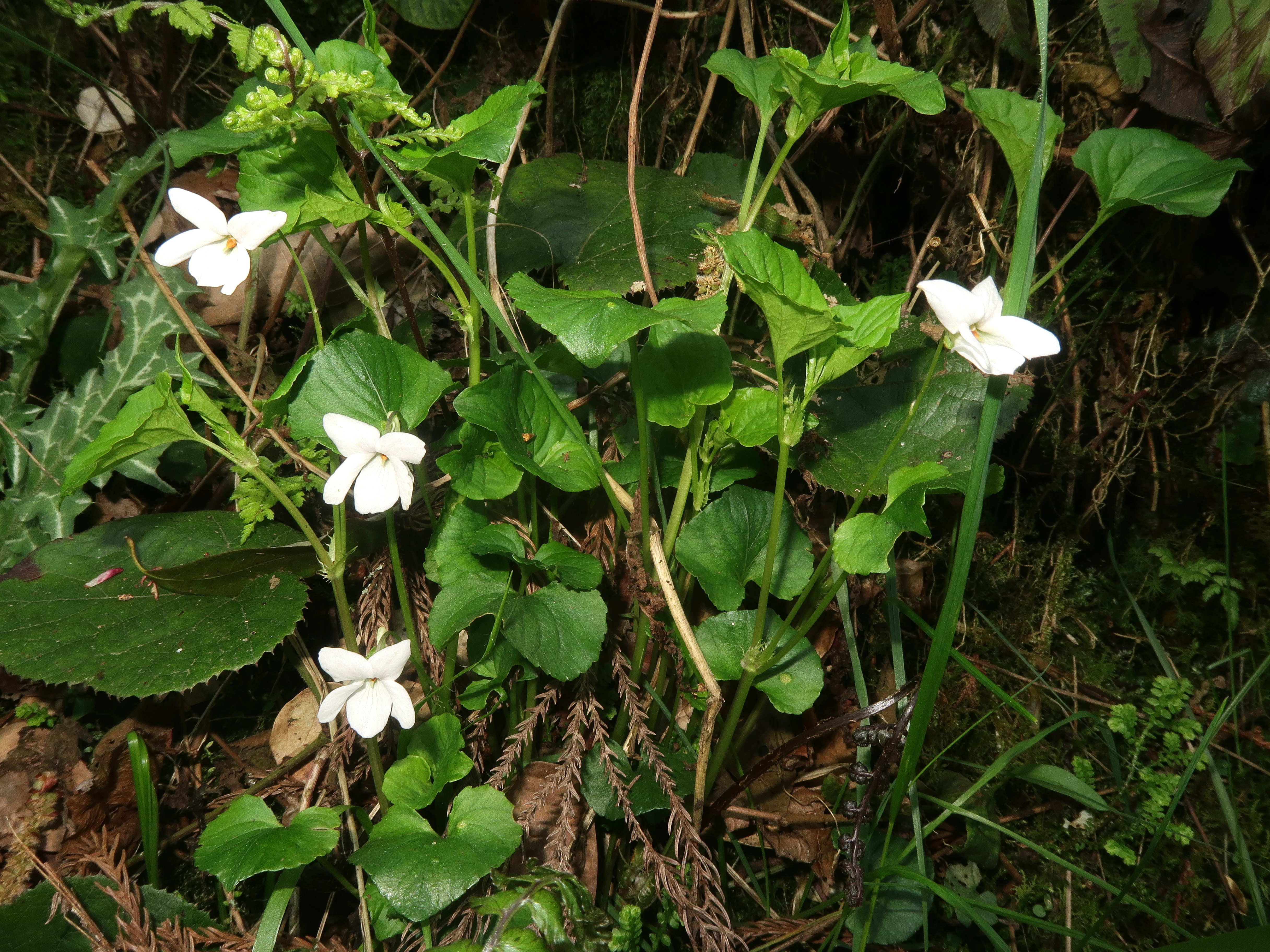
シロバナオオタチツボスミレ

## 交雑種
- イワフネタチツボスミレ Viola kusanoana Makino × V. rostrate Pursh[12] - オオタチツボスミレ×ナガハシスミレ[12]。